# 위자부 (드라마)
《위자부》(중국어 간체자: 卫子夫, 정체자: 衛子夫, 병음: Wèi zi fū 웨이쯔푸[*], The Virtuous Queen of Han 더 보조스 퀸 오브 한[*])는 중국의 텔레비전 드라마이다. 해당 프로그램은 중화TV에서는 위황후전으로 소개되어 있다.

## 등장 인물
- 왕뤄단(王珞丹) : 위자부(衛子夫) 역
- 레이먼드 람 (林峯): 유철(劉徹) 역
- 저우리치(周麗淇) : 평양공주(平陽公主) 역
- 쉬정시(徐正曦) : 단굉(段宏) 역
- 선타이(沈泰) : 위청(衛青) 역
- 천샤리(陳莎莉) : 태황태후 역
- 위샤오판(俞小凡) : 황태후 역
- 정위안위안(郑媛元) : 진아교(陳阿嬌) 역
- 류잉훙(柳影虹) : 유표(劉嫖) 역
- 리신충(李欣聪) : 심가(沈葭) 역
- 펑하오펑(彭皓鋒) : 역한(易寒) 역
- 장야시(张亚希) : 곽거병(霍去病) 역